# Алаа Масо
Алаа Масо (1 січня 2000) — сирійський плавець.
Учасник Олімпійських Ігор 2020 року, де на дистанції 50 метрів вільним стилем посів 44-те місце і не потрапив до півфіналів.